# Adenophyllum
Adenophyllum là một chi thực vật có hoa trong họ Cúc (Asteraceae).

## Loài
Chi Adenophyllum gồm các loài: